# Eva Knardahl
Eva Knardahl Freiwald, född 10 maj 1927, död 3 september 2006, var en norsk klassisk pianist.
Knardahl var elev till Mary Barratt Due och Ivar Johnsen och debuterade 1939 som tolvårigt underbarn som solist med Oslo filharmoniska orkester. Hon framförde då vid ett och samma tillfälle tre konserter (Johann Sebastian Bachs i f-moll, Joseph Haydns i D-dur och Carl Maria von Webers i C-dur) och fick lysande recensioner.
Hon flyttade vid 19 års ålder till USA och var i 15 år pianist vid Minnesota Orchestra innan hon återvände till Norge 1967 och blev en av landets största personligheter på musikscenen. Knardahl är kanske mest känd som uttolkare av Edvard Griegs musik och åren 1977–1980 spelade hon in samtliga Griegs pianoverk på skiva för BIS Records. Men hon gjorde också framstående tolkningar av många andra tonsättares verk, t.ex. Isaac Albéniz, Samuel Barber, Brahms, Liszt och Gershwin.
I maj 1995 drabbades Eva Knardahl av en stroke och blev förlamad i vänster sida. Trots detta kämpade hon sig tillbaka till pianostolen och gav flera konserter både i Norge och i andra länder redan året därpå.
Eva Knardahl var gift två gånger. Först med violinisten Robert Andersen som var andre konsertmästare i Bergens filharmoniska orkester innan han emigrerade till USA. Senare gifte hon om sig med altviolinisten Arthur Freiwald (1917–81).

## Priser och utmärkelser
- 1968 – Kritikerprisen
- 1977 – Norsk kulturråds hederspris
- 1979 – Riddare av 1:a klassen av Sankt Olavs orden ”för förtjänstfull konstnärlig verksamhet”
- 1980 – Griegpriset
- 1982 – Gammleng-prisen (klassisk)
- 1982 – Spellemannprisen i klassen klassisk musik/samtidsmusik för albumet Norwegian Music for the Piano
- 1984 – Utnämnd till professor i kammarmusik vid Norges Musikhögskola
- 1986 – Spellemannprisen i klassen klassisk musik/samtidsmusik för albumet Grieg sonater for fiolin/klaver og cello/klaver (med Arve Tellefsen, Aage Kvalbein och Jens Harald Bratlie)